# قرن الأسد (البيضاء)
قرن الاسد هي إحدى قرى الجمهورية اليمنية. تتبع جغرافيا لمحافظة البيضاء و إداريًا لمديرية العرش. يبلغ تعداد سكانها 6941 نسمة حسب الإحصاء الذي أجري عام 2004.